# Секст Ветулен Цериал
Вижте пояснителната страница за други личности с името Цериал.
Секст Ветулен Цериал (на латински: Sextus Vettulenus Cerialis) e сенатор и политик на Римската империя през края на 1 век. Той е през 70 – 71 г. първият управител легат на римската провинция Юдея.
Получава военна диплома на 28 април 75 г., както показва надпис от 7 февруари 78 г. (CIL 16.22). По произход той е сабин.
Цериал е легат на V Македонски легион през Първата юдейско-римска война.
Веспасиан го изпраща при Самаритяните и Идумеите. След Обсадата на Йерусалим през 70 г. той остава начело на легиона и става управител на провинция Юдея. През 71 г. е сменен от новия управител на Юдея Секст Луцилий Бас, а Цериал се връща в Рим.
Вероятно става суфектконсул през 72 – 73 г. Между 74/75 – 78/79 г. е пропретор (legat Augusti) на провинция Мизия. Завършва кариерата си като проконсул на Африка.
Жени се и е баща на Гай Ветулен Цивика Цериал (проконсул на Азия по времето на Домициан) и на Секст Ветулен Цивика Цериал (консул 106 г.), който е баща на Секст Ветулен Цивика Помпеян (консул 136 г.) и на Марк Ветулен Цивика Барбар (консул 157 г.).